# Gaertnera divaricata
Gaertnera divaricata är en måreväxtart som först beskrevs av George Henry Kendrick Thwaites, och fick sitt nu gällande namn av George Henry Kendrick Thwaites. Gaertnera divaricata ingår i släktet Gaertnera och familjen måreväxter. Inga underarter finns listade i Catalogue of Life.